# Districtul Wiang Haeng
Wiang Haeng (în thailandeză เวียงแหง) este un district (Amphoe) din provincia Chiang Mai, Thailanda, cu o populație de 28.876 de locuitori și o suprafață de 672,2 km².

## Componență
Districtul este subdivizat în three subdistricte (tambon), care sunt subdivizate în 26 de sate (muban).
| Nr. | Nume         | În thailandeză | Sate | Locuitori |  |
| --- | ------------ | -------------- | ---- | --------- |  |
| 1.  | Mueang Haeng | เมืองแหง        | 12   | 8,631     |  |
| 2.  | Piang Luang  | เปียงหลวง       | 9    | 16,757    |  |
| 3.  | Saen Hai     | แสนไห          | 5    | 3,488     |  |